# David Bowie (álbum)
David Bowie es el álbum debut homónimo del músico de rock David Bowie, lanzado en 1967 por Deram Records, una filial de Decca. El álbum contiene canciones que se parecen poco a lo que luego haría famoso a Bowie, como el folk rock de "Space Oddity" o el glam rock de The Rise and Fall of Ziggy Stardust and the Spiders from Mars. Los críticos de NME Roy Carr y Charles Shaar Murray han dicho, "un escuchante acostumbrado al Bowie de los años 1970, probablemente encuentre el álbum alarmante o simplemente pintoresco", mientras que el biógrafo David Buckley lo describe como "el vinilo equivalente a The Madwoman in the Attic".

## Influencias
Las influencias de Bowie en este punto de su carrera incluían melodías teatrales de Anthony Newley, actos de music hall como Tommy Steele, algunas de las más volubles obras del Reino Unido como material de Ray Davies de The Kinks, las primeras piezas de Syd Barrett para Pink Floyd o canciones de The Beatles como "Being for the Benefit of Mr. Kite". El deseo, del por aquel entonces mánager de Bowie, Ken Pitt, para que este se convirtiese en un "artista completo" más que una "estrella de rock" también ha sido citado como uno de los motivos del eclecticismo del cantante en aquel momento, que prácticamente evitaba todo lo que tuviera que ver con el rock and roll. Bowie ha dicho que su álbum debut "parece tener sus raíces en todos lados, en el rock y vaudeville y music hall. No sabía si era Max Miller o Elvis Presley".

## Estilo y temática
Compuesto totalmente por Bowie, los arreglos los hizo junto a Dek Fearnley, supuestamente aprendiendo después de leer Observer Book of Music. "Rubber Band" es una marcha con tuba como instrumento principal. "Little Bombardier" y "Maid of Bond Street" están en tempo de vals, y también usan instrumentos de metal y cuerda. "Love You Till Tuesday" y "Come and Buy My Toys" son de las pocas canciones del álbum con una guitarra acústica como instrumento principal, el último incluyendo también instrumentación de cuerda. "Join the Gang" es una incursión en la cultura juvenil contemporánea, una dura mirada a las presiones de grupo y el abuso de drogas, que incluye un sitar en la instrumentación, así como una cita musical del reciente éxito de The Spencer Davis Group "Gimme Some Lovin'". La última pista, "Please Mr. Gravedigger", es "un dueto macabro para voz y efectos de sonido", y ha sido descrito como "uno de los verdaderos momentos locos del pop".
A pesar de lo incongruente del álbum dentro de las obras de Bowie, algunos críticos han discernido temas embriónicos que ayudan a entender los posteriores trabajos del artista. "We Are Hungry Men" es contada por un "particular" mesía que aparece en diferentes formas en las canciones "Cygnet Committee" (del álbum Space Oddity), "Saviour Machine" (de The Man Who Sold the World) y "Oh! You Pretty Things" (de Hunky Dory), además de ser el protagonista de The Rise and Fall of Ziggy Stardust and the Spiders from Mars. La pista habla explícitamente sobre temas como el aborto, el infanticidio y el canibalismo. "There is a Happy Land" es una primera manifestación de la visión de Bowie del niño como carrera para apartarse de sus mayores, un tema tratado también en The Man Who Sold the World, Hunky Dory y Ziggy Stardust. "She's Got Medals" es una historia que contiene connotaciones gays y lésbicos que predecía The Man Who Sold the World y el carácter bisexual/andrógino de Ziggy Stardust.

## Sencillos
Antes del lanzamiento del álbum, Deram lanzó dos sencillos, "Rubber Band"/"London Boys" en diciembre de 1966, y "The Laughing Gnome"/"The Gospel According to Tony Day" en abril de 1967. "Rubber Band" es una grabación distante de la que después apareció en el álbum. "London Boys" es considerada una de las primeras "mini-obras maestras" de Bowie, una mirada melancólica de la cultura Mod en el Londres de la época. "The Laughing Gnome" fue una grabación novedosa con voces aceleradas y con la velocidad del pitch alterada, técnica que usó en futuras canciones como "After All", "The Bewlay Brothers", "Fame" y "Scream Like a Baby". Una versión regrabada de "Love You Till Tuesday"/"Did You Ever Have a Dream" se lanzó como sencillo en julio de 1967.

## Lanzamiento
David Bowie fue lanzado en el Reino Unido, tanto en mono como en estéreo, el 1 de junio de 1967, el mismo día que el Sgt. Pepper's Lonely Hearts Club Band de The Beatles. Se lanzó en los Estados Unidos en agosto de 1967, menos "We Are Hungry Men" y "Maid of Bond Street". El álbum, que solo alcanzó los 125 en las listas de álbumes del Reino Unido, y sus sencillos asociados fueron fracasos comerciales en ese momento, y Bowie no lanzó otro disco hasta David Bowie (Space Oddity), en 1969, dos años después. El fracaso del álbum le costó a Bowie su contrato discográfico con Deram Records, quien lo dejó en abril de 1968. Bowie luego hizo un video llamado "Love You till Tuesday" en 1969 para venderse a una nueva etiqueta. El video recicló muchas canciones del álbum debut, así como el entonces recién escrito "Space Oddity". Muchas canciones recicladas en el video contaron con nuevos arreglos orquestales y voces añadidas de su amigo John 'Hutch' Hutchinson y (en ese momento) su novia Hermione Farthingale quien, junto con Bowie, formó el trío de folk rock Feathers. Los tres aparecen en la porción del video "Sell Me a Coat". El video vio un lanzamiento público oficial en 1984. Las canciones del álbum debut y sus sencillos, además de obras posteriores de Deram, se han reciclado en una multitud de álbumes de recopilación, incluyendo The World of David Bowie (1970), Images 1966-1967 ( 1973), Another Face (1981), Rock Reflections (1990), y The Deram Anthology 1966-1968 (1997).
El álbum fue reeditado por Deram en CD en 1987. El libreto reproduce el original de Kenneth Pitt y un nuevo ensayo de 1988 de John Tracy. Además, en la contraportada vienen especificadas las diferentes versiones que se incluyen: "Rubber Band" (Versión 2), "When I Live My Dream" (Versión 1) y "Please Mr. Gravedigger" (Versión 2).
En 2010, el álbum fue lanzado en una edición de lujo por Deram en el Reino Unido y Universal Music en todo el mundo. Este presenta mezclas estéreo y mono del álbum, junto con mezclas estéreo inéditas de canciones no incluidas originalmente y, por primera vez como un lanzamiento oficial, la primera sesión de radio de la BBC. (Top Gear, 18 de diciembre de 1967)

## Lista de canciones
Todas las canciones escritas y compuestas por David Bowie. 
| Lado A |                         |          |  |
| N.º    | Título                  | Duración |  |
| 1.     | «Uncle Arthur»          | 2:07     |  |
| 2.     | «Sell Me a Coat»        | 2:58     |  |
| 3.     | «Rubber Band»           | 2:17     |  |
| 4.     | «Love You Till Tuesday» | 3:09     |  |
| 5.     | «There Is a Happy Land» | 3:11     |  |
| 6.     | «We Are Hungry Men»     | 2:58     |  |
| 7.     | «When I Live My Dream»  | 3:22     |  |

Lado B
| N.º | Título                   | Duración |  |
| 8.  | «Little Bombardier»      | 3:23     |  |
| 9.  | «Silly Boy Blue»         | 4:36     |  |
| 10. | «Come and Buy My Toys»   | 2:07     |  |
| 11. | «Join the Gang»          | 2:17     |  |
| 12. | «She's Got Medals»       | 2:23     |  |
| 13. | «Maid of Bond Street»    | 1:43     |  |
| 14. | «Please Mr. Gravedigger» | 2:35     |  |

Pistas adicionales en la edición Deluxe del 2010
|     |                                                                            |          |  |  |  |  |  |  |  |  |
| N.º | Título                                                                     | Duración |  |  |  |  |  |  |  |  |
| 1.  | «Rubber Band» (Mono single A-side)                                         | 2:01     |  |  |  |  |  |  |  |  |
| 2.  | «The London Boys» (Mono single B-Side)                                     | 2:48     |  |  |  |  |  |  |  |  |
| 3.  | «The Laughing Gnome» (Mono single A-side)                                  | 2:56     |  |  |  |  |  |  |  |  |
| 4.  | «The Gospel According to Tony Day» (Mono single B-side)                    | 2:46     |  |  |  |  |  |  |  |  |
| 5.  | «Love You Till Tuesday» (Mono single A-side)                               | 2:59     |  |  |  |  |  |  |  |  |
| 6.  | «Did You Ever Have a Dream» (Mono single B-side)                           | 2:06     |  |  |  |  |  |  |  |  |
| 7.  | «When I Live My Dream» (Mono single master)                                | 3:49     |  |  |  |  |  |  |  |  |
| 8.  | «Let Me Sleep Beside You» (Mono single master)                             | 3:24     |  |  |  |  |  |  |  |  |
| 9.  | «Karma Man» (Mono Decca Master)                                            | 3:03     |  |  |  |  |  |  |  |  |
| 10. | «London Bye, Ta-Ta» (Mono Decca master, Previously unrealesed)             | 2:36     |  |  |  |  |  |  |  |  |
| 11. | «In the Heat of the Morning» (Mono Decca master)                           | 2:44     |  |  |  |  |  |  |  |  |
| 12. | «The Laughing Gnome» (New Stereo Mix, Previously unrealesed)               | 2:59     |  |  |  |  |  |  |  |  |
| 13. | «The Gospel According to Tony Day» (New Stereo Mix, Previously unrealesed) | 2:49     |  |  |  |  |  |  |  |  |
| 14. | «Did You Ever Have a Dream» (New Stereo Mix, Previously unrealesed)        | 2:05     |  |  |  |  |  |  |  |  |
| 15. | «Let Me Sleep Beside You» (Stereo single version; Previously unreleased)   | 3:20     |  |  |  |  |  |  |  |  |
| 16. | «Karma Man» (New stereo version; Previously unreleased)                    | 3:03     |  |  |  |  |  |  |  |  |
| 17. | «In the Heat of the Morning» (Stereo mix)                                  | 2:58     |  |  |  |  |  |  |  |  |
| 18. | «When I'm Five»                                                            | 3:05     |  |  |  |  |  |  |  |  |
| 19. | «Ching-a-Ling» (Full-length stereo mix; Previously unreleased)             | 3:19     |  |  |  |  |  |  |  |  |
| 20. | «Sell Me a Coat» (1969 Re-recorded version)                                | 2:58     |  |  |  |  |  |  |  |  |
| 21. | «Love You till Tuesday» (BBC version; Previously unreleased)               | 2:56     |  |  |  |  |  |  |  |  |
| 22. | «When I Live My Dream» (BBC version; Previously unreleased)                | 3:33     |  |  |  |  |  |  |  |  |
| 23. | «Little Bombardier» (BBC version; Previously unreleased)                   | 3:25     |  |  |  |  |  |  |  |  |
| 24. | «Silly Boy Blue» (BBC version; Previously unreleased)                      | 3:22     |  |  |  |  |  |  |  |  |
| 25. | «In the Heat of the Morning» (BBC version; Previously unreleased)          | 4:16     |  |  |  |  |  |  |  |  |

## Personal
- David Bowie – voz, guitarra, saxofón, arreglos
- Derek Boyes – órgano
- Dek Fearnley – bajo
- John Eager – batería
- Mike Vernon – productor
- Gus Dudgeon – ingeniero de sonido
- Dek Fearnley – arreglista